# روي فورنير
روي فورنير هو محامي وسياسي كندي، ولد في 22 أغسطس 1921، وتوفي في 20 يونيو 1991. حزبياً، نشط في حزب كيبيك الليبرالي. وقد انتخب عضو الجمعية الوطنية في كيبك ‏.